# Gare du Châble
La gare du Châble, (ou gare du Châble VS) est une gare ferroviaire située sur le territoire de la commune suisse de Bagnes, dans le canton du Valais.

## Situation ferroviaire
La gare du Châble est située au point kilométrique 6,18 de la section de Sembrancher au Châble de la ligne de Martigny au Châble, en fin de ligne. Elle est précédée par la gare d'Etiez en direction de Martigny.
Elle dispose de trois voies en impasse entourées par trois quais latéraux.

## Histoire

### Mise en service

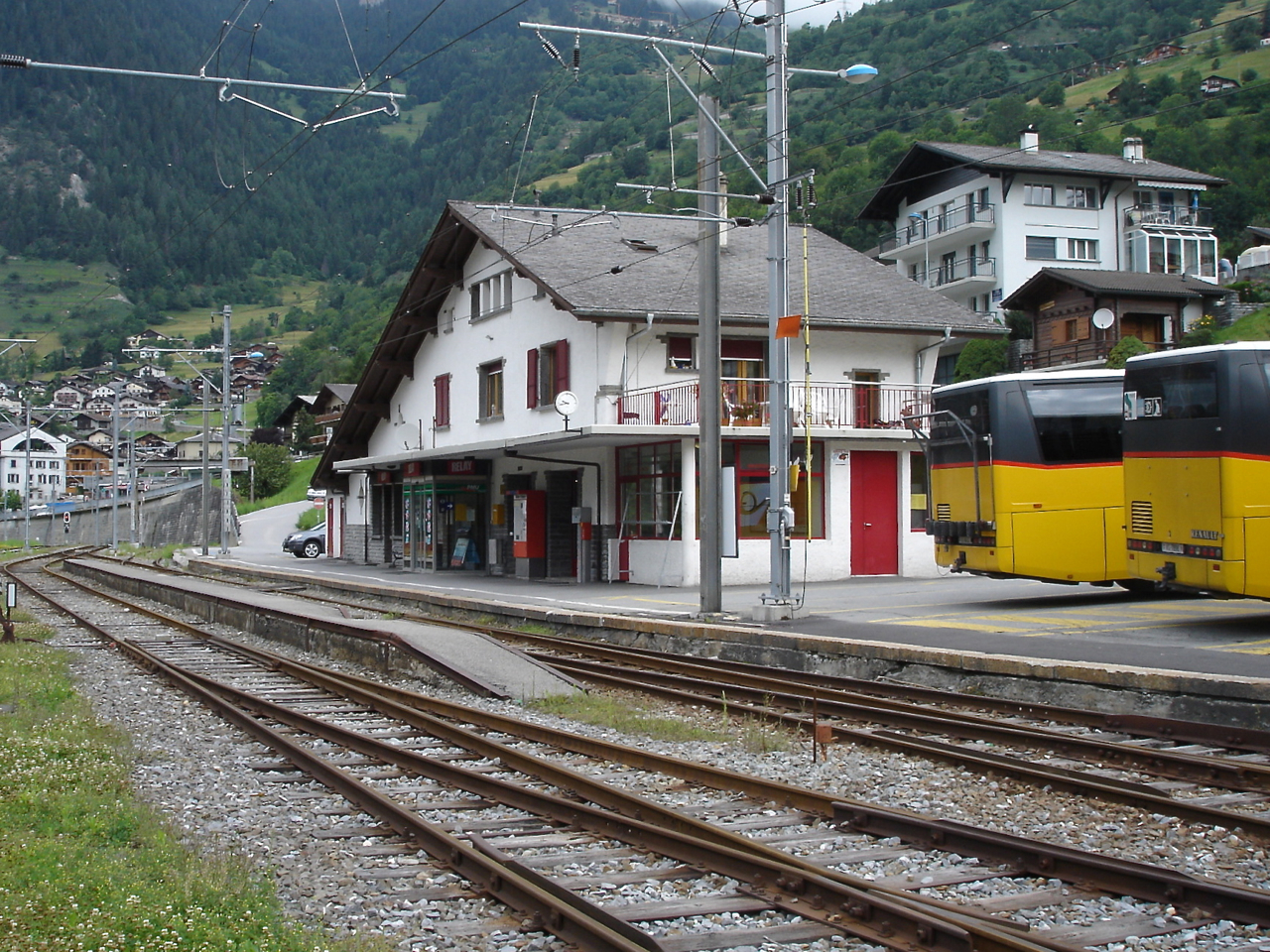
La gare et son bâtiment voyageurs en 2007, avant modernisation.

La gare du Châble a été mise en service le 5 août 1953 en même temps que la ligne de Sembrancher au Châble, antenne de la ligne de Martigny à Orsières, mise en service en 1910. Cette ligne devait initialement, selon les termes de la concession, relier la Suisse à l'Italie par le Val Ferret.

### Modernisation
Depuis les années 1980, plusieurs projets avaient été étudiés pour moderniser la gare du Châble. À partir de 2012, face à l'obligation de rendre la gare accessible aux personnes à mobilité réduite avant 2023 et grâce à la disponibilité de financements, le projet de la construction d'une nouvelle gare au Châble a pu voir le jour. Les travaux ont commencé le 26 août 2016 et ont duré 26 mois, dont uniquement 4 semaines d'arrêt de l'exploitation. La nouvelle gare a été mise en service le 24 janvier 2019. Elle a été conçue pour recevoir des « trains en provenance de l’aéroport de Genève, de la gare de Zurich ou même de pays voisins sans que les voyageurs doivent changer de train » ainsi que des trains à deux niveaux. La gare est maintenant située en souterrain tandis que le niveau des quais a été abaissé de 4,50 mètres. L'accès aux autobus, aux guichets de vente de forfaits de ski ainsi qu'aux télécabines de Bruson et de Verbier se fait désormais à l'aide d'ascenseurs, d'escaliers et de rampes à pente douce. Ce projet a coûté 27 millionsde francs suisses dont 17 millions apportés par la commune de Bagnes et le reste par TMR, le tout couvert par un crédit,,,.

### Mise en place d'une desserte hivernale spécifique
Lors du changement d'horaire de décembre 2019, les CFF ont mis en place une liaison ferroviaire directe entre Genève et la gare du Châble baptisée « Verbier Express ». Cette liaison circule à hauteur d'un aller-retour par jour les week-ends et certains jours fériés en hiver. À l'aller, le train pour le Châble est couplé de Genève-Aéroport à Martigny à un train assurant un service InterRegio 90 de Genève-Aéroport à Brigue. Au retour, le train circule à partir de Saint-Maurice dans le sillon horaire du train RegioExpress qui circule normalement à cette heure,,.
Un train spécial baptisé « VosAlpes Express » a été mis en place le 15 janvier 2022 afin d'assurer certains week-ends d'hiver, jusqu'au 27 mars 2022, un aller-retour par jour de Fribourg au Châble. L'aller est direct tandis que le retour circule au départ de la gare de Bex, en correspondance avec le train « Verbier Express » en provenance du Châble,,.

## Service des voyageurs

### Accueil
Gare souterraine des TMR, elle est dotée d'un guichet ouvert tous les jours de la semaine ainsi que d'un distributeur automatique de titres de transports,.
La gare est entièrement accessible aux personnes à mobilité réduite.

### Desserte

#### Trains régionaux
La gare est desservie par à hauteur d'un train Regio omnibus par heure reliant Martigny au Châble, assuré par RegionAlps. À certaines heures, un second train circule sans arrêt entre Le Châble et Sembrancher ainsi qu'entre Sembrancher et Martigny.

#### Grandes lignes
Depuis 2019, la gare est desservie les weeks-ends et certains jours fériés d'hiver par les trains « Verbier Express » assurant un aller-retour chaque jour entre Genève et Le Châble,. À partir du 15 janvier 2021, la gare du Châble est également desservie les week-ends d'hiver par un train direct en provenance de Fribourg baptisé « VosAlpes Express »,.

### Intermodalité
La gare du Châble est en correspondance avec plusieurs lignes interurbaines exploitées par CarPostal, à savoir les lignes 251 vers Verbier, 252 pour Bruson et 253 vers Lourtier, prolongée en été au barrage de Mauvoisin.
La gare est également en correspondance avec la télécabine du Châble, exploitée par Téléverbier, assurant la liaison avec la partie est de la commune de Verbier.